# Тосё-гу
Тосё-гу или Тосёгу (яп. 東照宮 То:сё:-гу:) — в Японии любой синтоистский храм, посвящённый Токугаве Иэясу, основателю Токугавского сёгуната (1603—1868), третьего и последнего сёгунского правительства Японии. Название «тосё-гу» происходит от посмертного божественного имени Иэясу, Тосё Дайгонгэн (яп. 東照大権現); гу (яп. 宮) означает «синтоистский храм».
После смерти Иэясу в 1616 году храмы, посвящённые ему, начали строиться на землях родственных кланов. Уже через 5 лет тосё-гу были построены в Эдо, Сумпу, Кавагоэ, Хиросаки, Нагое, Вакаяме и Мито. Ещё несколько значительных храмов были основаны между 1624 и 1651 годами, однако после строительства тосё-гу в Сэндае в 1654 году крупных храмов больше не появлялось. Тем не менее, традиция не была полностью забыта, и даже в 19-м веке появлялись новые тосё-гу: так, в 1859 году один храм был построен на Хоккайдо, вероятно, чтобы дух сёгуна магически защищал северный остров от иностранцев; другой храм был основан в Окаяме в 1881 году, однако причины строительства неизвестны.
На 2006 год в стране имелось около 100 тосё-гу. Наиболее крупным, известным и богато украшенным является Никко Тосё-гу, расположенный в городе Никко префектуры Тотиги. Старейшим тосё-гу, в котором первоначально располагалась могила Токугавы Иэясу, является, однако, не этот храм, а Кунодзан Тосё-гу, находящийся в городе Сидзуока.

## Список известных Тосё-гу
- Никко Тосё-гу
- Кунодзан Тосё-гу
- Сэндай Тосёгу
- Мотосиротё Тосё-гу[англ.]
- Хида Тосё-гу[англ.]
- Хиросаки Тосё-гу[англ.]
- Хиросима Тосё-гу[англ.]
- Хиёси Тосё-гу[англ.]
- Хоккайдо Тосё-гу[англ.]
- Хораисан Тосё-гу[англ.]
- Кисю Тосё-гу[англ.]
- Нагоя Тосё-гу[англ.]
- Маэбаси Тосё-гу[англ.]
- Мацудайра Тосё-гу[англ.]
- Мито Тосё-гу[англ.]
- Сэмба Тосё-гу[англ.]
- Сэрада Тосё-гу[англ.]
- Сиба Тосё-гу[англ.]
- Такисан Тосё-гу[англ.]

## Галерея

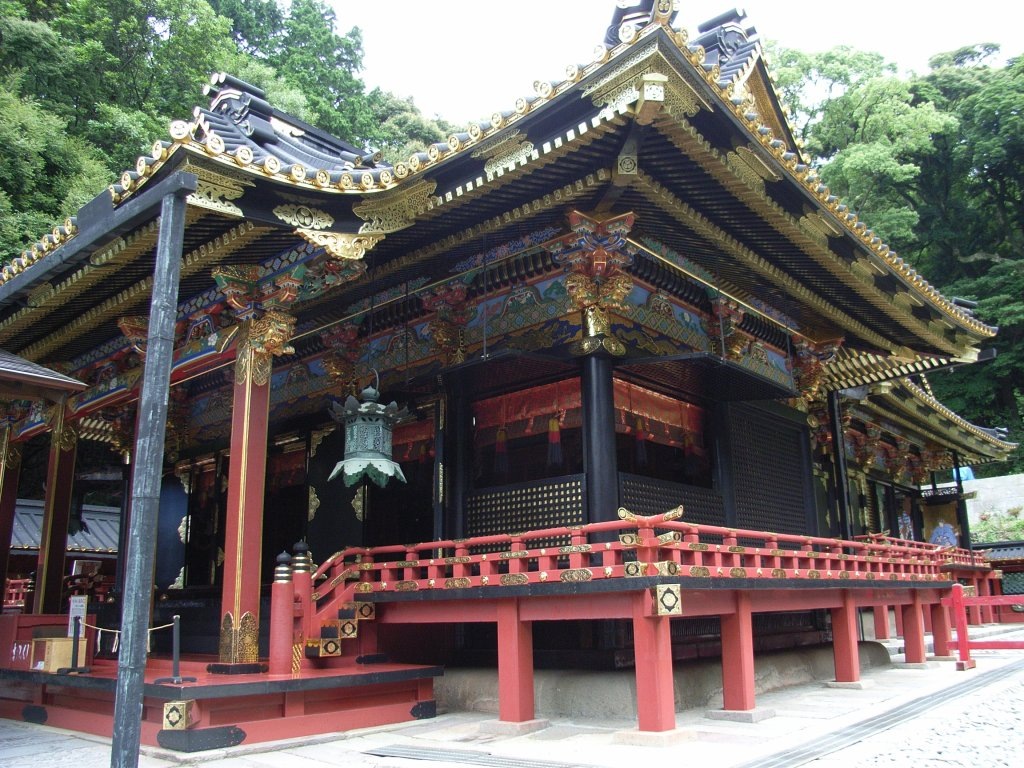
Кунодзан Тосё-гу
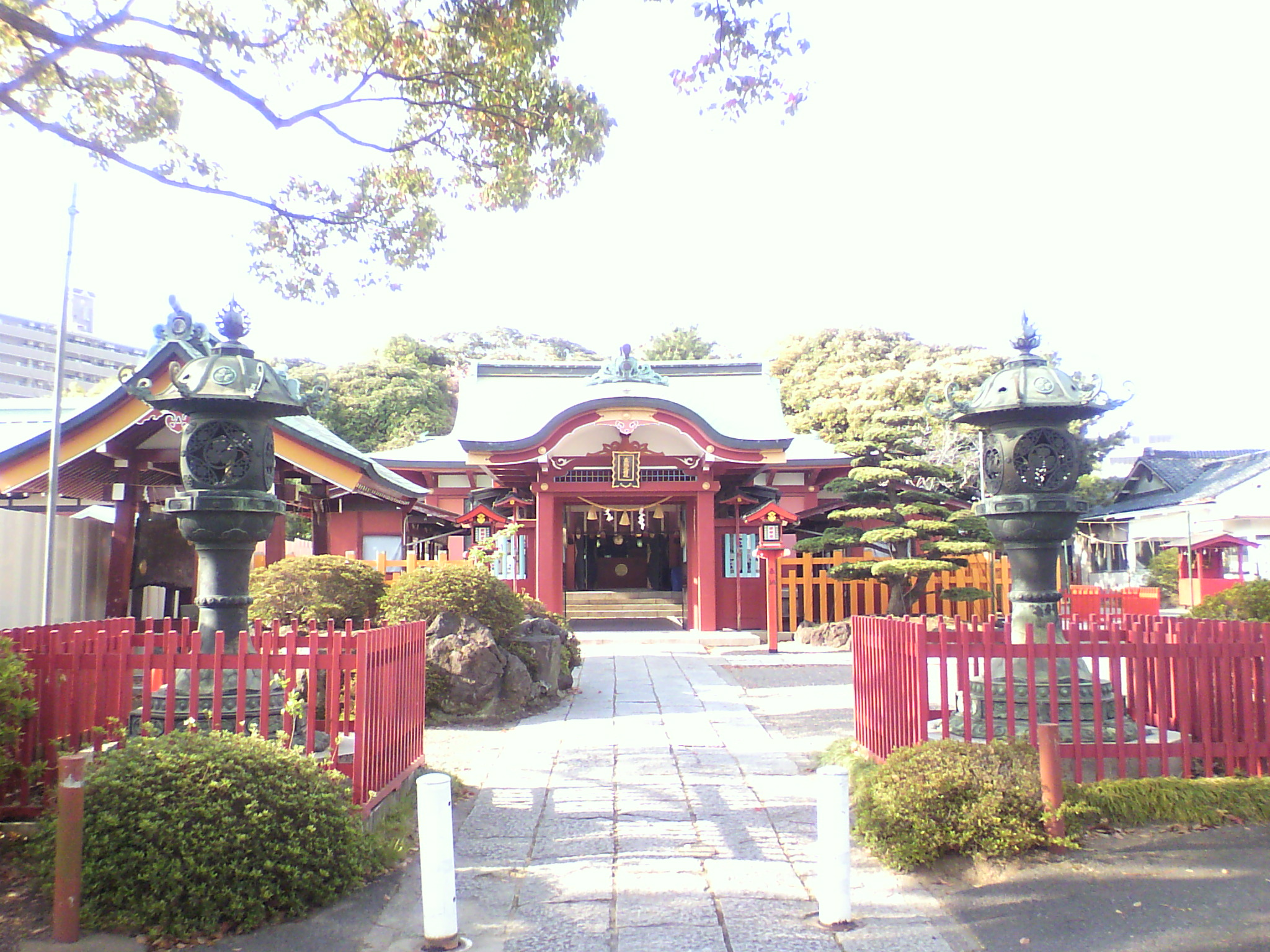
Ворота Мито Тосё-гу
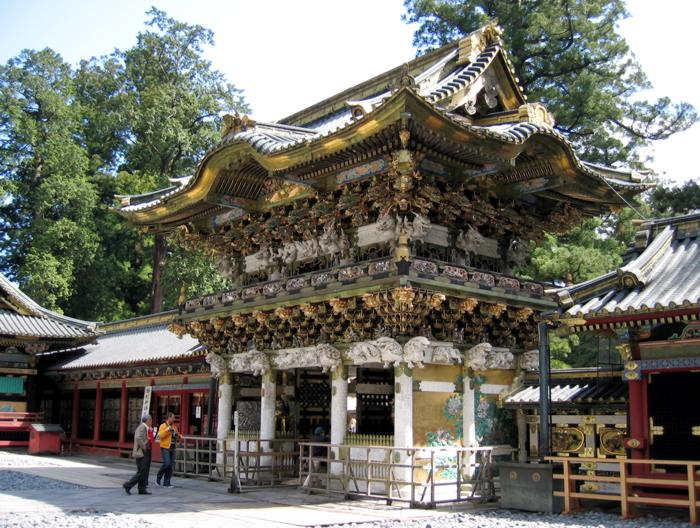
Ворота Ёмэй-мон в Никко Тосё-гу
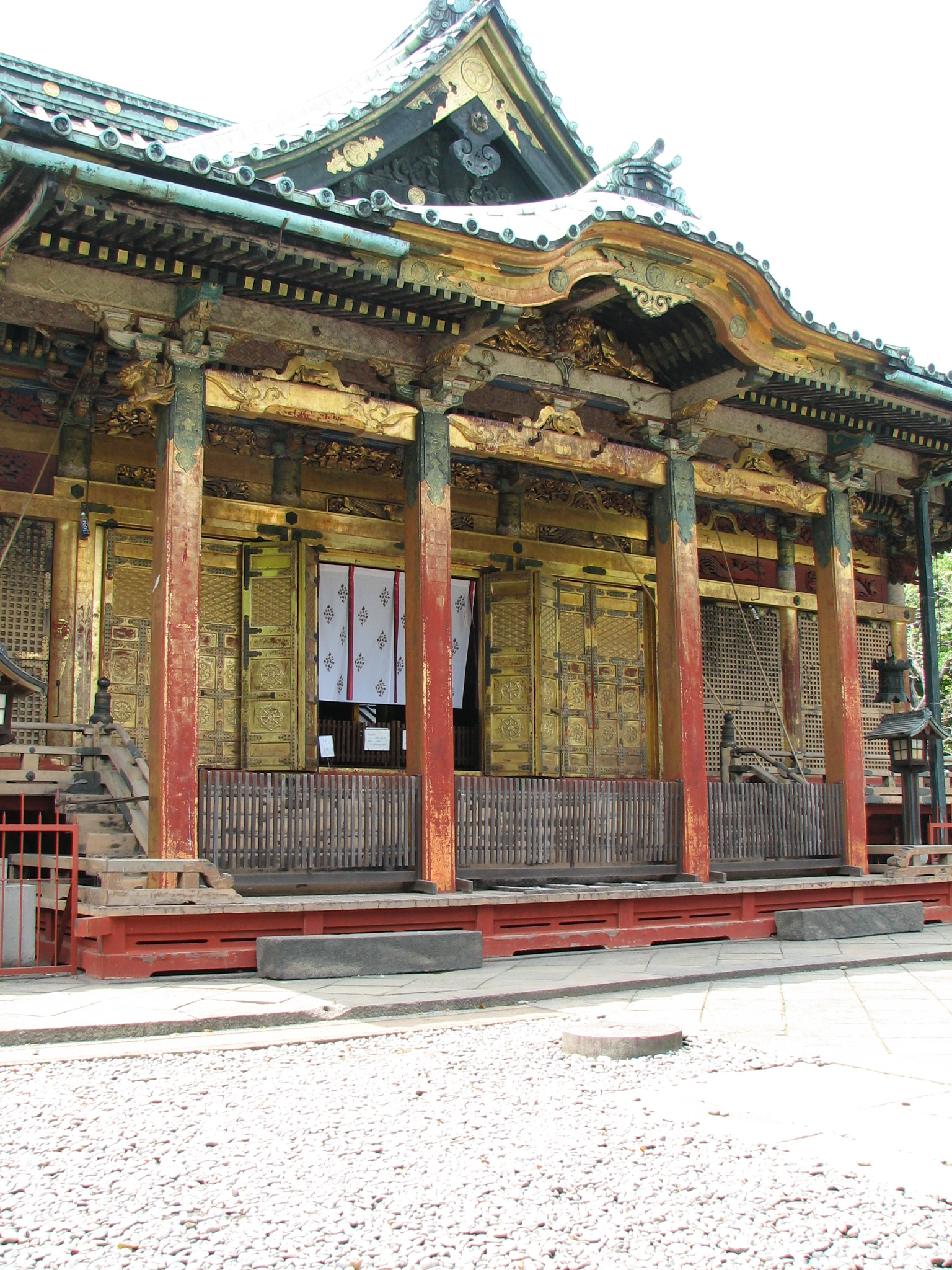
Тосё-гу в токийском парке Уэно